# 伟大领袖旧居

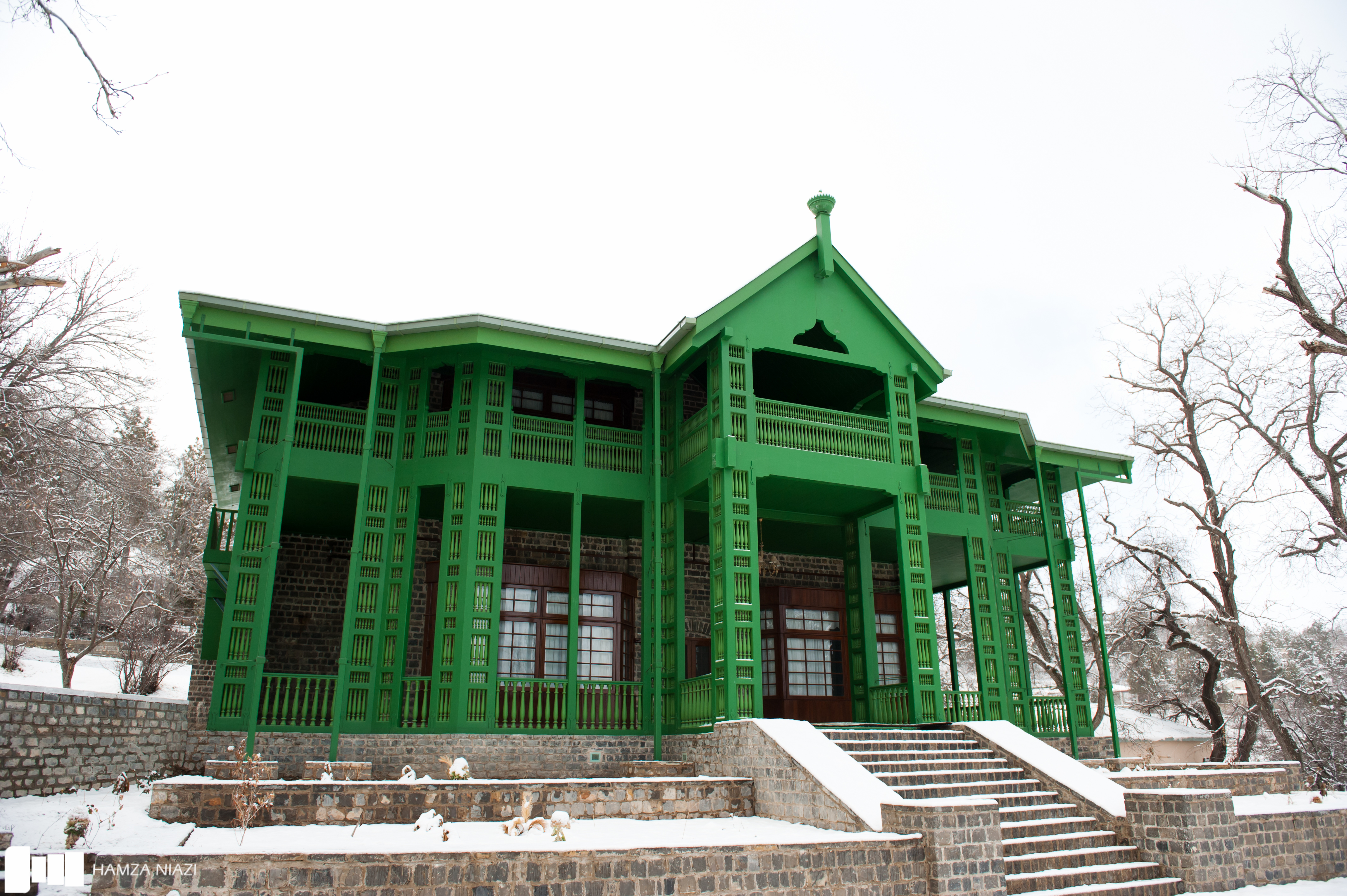
位于巴基斯坦济亚拉特的伟大领袖旧居

30°22′50.64″N 67°43′45″E / 30.3807333°N 67.72917°E
伟大领袖旧居，又称济亚拉特旧居，位于巴基斯坦俾路支省济亚拉特市。“伟大领袖”穆罕默德·阿里·真納曾于此度过人生最后两个月零10天的生活。它建于1892年英国殖民时期，是该市最著名的地标建筑，现已布置为博物馆，成为巴基斯坦的国家历史遗迹和遗产，被政府加以保护。该建筑为木结构，最初设计为疗养院，然后被改建为总督署理的夏季住所。自2006年起，伟大领袖旧居出现在了100巴基斯坦卢比的纸币上。现有占地面积超过8000平方英尺。

## 2013年恐怖袭击
2013年6月15日，该建筑遭受恐怖袭击，破损严重。事后，俾路支解放军宣称为此次袭击事件负责。此外，该住所曾在2008年的地震中受损。尽管在此次袭击事件中建筑的木制结构损毁严重，但混凝土结构尚存，照片和其他文物依旧保存完好。2013年6月袭击事件发生后，50多名警卫人员被部署在此地周围，以确保安全。

## 修复
修复工作由俾路支省政府牵头，为此出资1.4亿卢比（省政府自筹，非来源于联邦政府和国际捐助机构）。住所的修复工作由巴基斯坦国内著名建筑师纳亚尔·阿里·达达带领的团队完成；2014年8月14日，时任总理納瓦茲·謝里夫宣布伟大领袖旧居重新开放。该建筑现已对游客开放。